# 紀元前598年
紀元前598年（きげんぜん598ねん）は、西暦（ローマ暦）による年。紀元前1世紀の共和政ローマ末期以降の古代ローマにおいては、ローマ建国紀元156年として知られていた。紀年法として西暦（キリスト紀元）がヨーロッパで広く普及した中世時代初期以降、この年は紀元前598年と表記されるのが一般的となった。

## 他の紀年法
- 干支 : 癸亥
- 日本
  - 皇紀63年
  - 神武天皇63年
- 中国
  - 周 - 定王9年
  - 魯 - 宣公11年
  - 斉 - 頃公元年
  - 晋 - 景公2年
  - 秦 - 桓公6年
  - 楚 - 荘王16年
  - 宋 - 文公13年
  - 衛 - 穆公2年
  - 陳 - 成公元年
  - 蔡 - 文侯14年
  - 曹 - 文公20年
  - 鄭 - 襄公7年
  - 燕 - 宣公4年
- 朝鮮
  - 檀紀1736年
- ユダヤ暦 : 3163年 - 3164年

## できごと

### 中国
- 楚軍が鄭に侵攻し、櫟に達した。鄭は楚に屈服した。
- 楚・陳・鄭が辰陵で盟を交わした。
- 楚の左尹の子重（公子嬰斉）が宋に侵攻した。
- 楚の令尹の孫叔敖が沂に築城した。
- 晋の景公が欑函で狄と会合した。
- 楚軍が陳の夏徴舒の乱を討ち、夏徴舒を殺害した。楚の荘王はひとたび陳を楚の県として編入したが、申叔時の諫めをいれて、陳の成公を迎え、陳を復国させた。

## 死去
- 夏徴舒